# Ninaots (udde i Estland, Saare län)
Ninaots är en udde i Estland.   Den ligger i landskapet Saaremaa (Ösel), i den västra delen av landet, 160 km sydväst om huvudstaden Tallinn.
Terrängen inåt land är mycket platt. Havet är nära Ninaots åt sydost.  Närmaste större samhälle är Valjala, 15,4 km väster om Ninaots. I omgivningarna runt Ninaots växer i huvudsak blandskog.